# Carlos Gallegos
Carlos Gallegos fue un sacerdote, doctor en teología, periodista y político peruano. Es considerado el primer periodista cusqueño.
Ya ordenado sacerdote, en 1803 le dieron el curato de Caracoto donde se mantuvo por décadas. Entre 1825 y 1829 fue conductor redactor del periódico "El Sol del Cuzco" fundado por Agustín Gamarra y dirigido por Mariano Luna.
Fue diputado suplente de la República del Perú por la provincia de Cotabambas en 1829 durante el primer gobierno del Mariscal Agustín Gamarra. 